# 半分橋
半分橋（英語：Ha'penny Bridge）是愛爾蘭首都都柏林的一處著名地標，橫跨分隔都柏林南北的利菲河。半分橋原名威靈頓橋，原以紀念威靈頓公爵於1815年於滑鐵盧戰役中擊敗拿破崙的軍隊。後來，這條橋被官方易命為利菲橋，不過一般民眾都稱這條橋為半分橋，因為過去通過這橋時都需要繳付半分作為過路錢。